# Phyllomimus assimilis
Phyllomimus assimilis är en insektsart som först beskrevs av Walker, F. 1869.  Phyllomimus assimilis ingår i släktet Phyllomimus och familjen vårtbitare. Inga underarter finns listade i Catalogue of Life.